# Segunda guerra civil de la República romana
La segunda guerra civil de la República romana fue un conflicto militar librado entre el 49 a C. y el 45 a C., protagonizado por el enfrentamiento personal de Julio César contra la facción tradicionalista y conservadora del senado liderada militarmente por Pompeyo Magno. La guerra finalizaría con la derrota de la facción de los pompeyanos y el ascenso definitivo de César al poder absoluto como dictador romano.
Los enemigos de César, influidos por Catón el Joven, intentaron destruirlo políticamente debido a su creciente popularidad entre la plebe y al aumento de su poder procedente de sus logros en las Galias. Es por ello que intentaron arrebatarle el mando de gobernador de las Galias, para posteriormente juzgarle, desatándose una grave crisis política que inundó de violencia política las calles de Roma.
En el año 50 a C. el Senado votó una moción para que César abandonase su cargo de gobernador. Marco Antonio, con el poder que le otorgaba ser tribuno de la plebe, vetó la propuesta, evitando que se trasformase en ley. Tras esta votación se inició un violento acoso a los cesaristas auspiciado por la facción conservadora. Antonio abandonó Roma ante el peligro de ser asesinado. Sin la oposición de Antonio el Senado declaró el estado de emergencia concediéndole a Pompeyo poderes excepcionales. César respondió con el célebre cruce con sus tropas del río Rubicón, en dirección a Italia, dando así inicio a la guerra civil.
César atravesó rápidamente Italia sorprendiendo a los constitucionalistas y a Pompeyo, que ante la falta de preparación y de tropas abandonó Roma dirigiéndose a Brindisi en el sur de Italia, donde embarcó hacia Grecia con el fin de incrementar sus fuerzas. César persiguió a Pompeyo pero no logró darle alcance, consiguiendo este último cruzar el Adriático con su ejército y decenas de senadores. En menos de un mes, y a marchas forzadas, César llegó a Hispania, donde derrotó a las legiones fieles a Pompeyo en la batalla de Ilerda. Tras esta victoria César regresó a Italia y cruzó el Adriático para hacer frente a Pompeyo en Grecia. Tras ser derrotado en Dirraquio, César se enfrentó a Pompeyo y a sus aliados en la batalla de Farsalia, logrando una aplastante victoria. Pompeyo huyó hacia Egipto intentando encontrar aliados pero fue asesinado por orden del eunuco del faraón Ptolomeo XIII. Posteriormente César derrotó a Catón el Joven y Quinto Cecilio Metelo Escipión en Tapso y finalmente a los hijos de Pompeyo y a Tito Labieno en Hispania, en la batalla de Munda, poniendo fin a la guerra civil, aunque Sexto Pompeyo continuaría con la resistencia desde Sicilia.

## Antecedentes

Evolución territorial del Imperio romano.

A mediados del siglo I a. C. (VIII ab urbe condita), tras derrotar a la República de Cartago en las guerras púnicas y la destrucción de esa ciudad (146 a C.), así como de la conquista de Macedonia y de los restos del Imperio seléucida, y del sometimiento del Egipto lágida a la clientela romana, Roma era la mayor potencia del área mediterránea. Sin embargo, la continua expansión y conquista, el crecimiento demográfico y económico y la crisis del modelo de Estado fragmentaron la sociedad romana, aumentando enormemente la polarización social.
El Senado se dividió con la aparición de dos facciones: los populares que representaban la facción reformista que apostaba por expandir la ciudadanía a los nuevos súbditos de Roma y dotar de una mayor democratización a las instituciones mediante el incremento del poder de las asambleas, y los optimates, facción aristocrática conservadora que deseaba limitar el poder de las asambleas populares y aumentar el poder del Senado. En el año 91 a C. estalló la guerra Social o guerra Mársica entre los aliados itálicos de Roma y la propia República en un intento por conseguir mayores derechos para aquellos aliados itálicos (los socii) que requerían adquirir la ciudadanía romana.
Durante la década de los 80 a C. la división llegó a su apogeo con las rivalidades, los desacuerdos y el enfrentamiento personal entre Cayo Mario y Lucio Cornelio Sila por ostentar el mando en la guerra contra Mitrídates VI del Ponto. Cuando Mario logró a través de la Asamblea de la Plebe desposeer a Sila de su mando (que le había sido otorgado por el Senado), este dio un verdadero golpe de Estado marchando con su ejército hacia Roma.

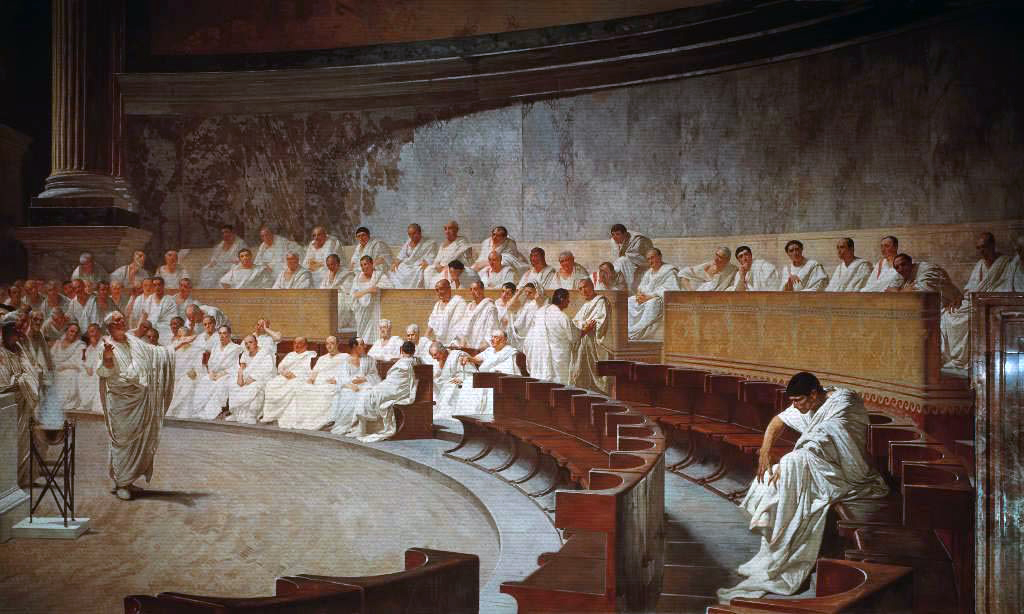
Cicerón ataca en el Senado al conspirador Catilina (fresco del de Cesare Maccari).

Fue la primera vez en la historia que un ciudadano romano marchaba contra Roma al mando de sus legiones, quebrantando la legalidad republicana y creando un peligroso precedente para la posteridad. Sila dejó Roma a cargo de un cónsul popular y otro optimate, y marchó a librar la primera guerra mitridática. Entretanto, Mario y sus partidarios populares retornaron y realizaron una sangrienta represión, instaurando un régimen autocrático anticonstitucional que, tras la muerte de Mario, recayó en la persona de Lucio Cornelio Cinna.
En 83 a C. Sila retornó a Italia, derrotó a los populares y se hizo nombrar dictador, llevando a cabo una purga para acabar con los populares. César, sobrino de Cayo Mario y yerno de Cinna, se salvó de ser proscrito debido a su condición de Flamen dialis (Alto Sacerdote de Júpiter) y los lazos familiares de su madre, perteneciente a la familia Julia. Sila quiso obligarle a divorciarse de Cornelia la hija de Cinna, en vano. Revocada su condición sacerdotal, César partió hacia Oriente, donde se había iniciado una nueva guerra contra Mitrídates VI.
Tras la muerte de Sila, César regresó a Roma e ingresó en el Senado. En 65 a C. y en 63 a C. tuvieron lugar las dos conspiraciones de Catilina, descubiertas y frustradas por Cicerón, por las que Catilina presuntamente pretendía acabar con la legalidad constitucional y proclamarse dictador.

## Causas

### El triunvirato
Durante los años siguientes César fue progresando en su carrera política, siendo pontífice máximo, edil, y finalmente cónsul (59 a C.). El consulado de César fue un auténtico terremoto político: creó las bases para las grandes reformas políticas, económicas y sociales que Roma exigía, creando un cuerpo de leyes que sería la base del Derecho romano y legislando una reforma agraria para dar tierras públicas a las familias más pobres, cosa que le granjeó el odio de los Optimates entre ellos Catón el Joven y Marco Bíbulo, su colega consular.
Ese mismo año Julio César, Cneo Pompeyo y Marco Licinio Craso formaron el llamado Primer Triunvirato (60 a C.-53 a C.), una alianza informal de ayuda mutua para ocupar los más altos puestos del Estado. Así, tras el fin de su consulado, César recibió poderes proconsulares y el gobierno de la Galia Cisalpina y de Iliria, provincias poco pobladas y pobres. En su primer año de mandato tuvo que hacer frente a una enorme invasión de helvecios y a varias invasiones de germanos que pretendían ocupar Italia. En una rápida campaña exterminó a los helvecios y derrotó a los germanos.
César estimó que organizar la provincia y prepararse para la defensa era insuficiente, y con la intención o excusa de terminar con las invasiones del norte, inició la conquista de las Galias. César logró innumerables victorias, con las que toda Roma se maravillaba. Dos veces cruzaron las legiones romanas el Rin para castigar a los germanos por sus incursiones y otras dos veces cruzaron el canal de la Mancha, haciendo incursiones en Britania. Estos logros maravillaron a la plebe, y Roma se vio inundada de tesoros y esclavos capturados en los saqueos y las guerras del norte. Como contribución a la literatura universal, César redactó un registro de sus campañas en la Galia, los célebres Comentarios de las guerras de las Galias, instrumento también de propaganda política para dar a conocer al pueblo sus conquistas en esas tierras.

Vercingétorix rindiéndose a César en Alesia, guerra de las Galias por Lionel-Noel Royer

Algunos senadores observaron con temor como Julio César se volvía cada vez más popular entre la plebe, a la par que amasaba una gran riqueza personal. Los optimates criticaban sus leyes para dotar de la ciudadanía romana a ciertas ciudades de la Galia Cisalpina, y a sus soldados. Críticos con su actuación, y encabezados por Catón el Joven, hombre fuerte de los optimates y viejo enemigo de César, menospreciaron sus logros y lo acusaron de cometer crímenes contra la República, como la continuación de la guerra y un ilegal reclutamiento de levas.
Con el ascenso del triunvirato para garantizar sus intereses y su poder, César mantuvo tranquilamente su mando sobre la Galia. Sin embargo, esta alianza política se desintegró tras la muerte de Craso en Carras durante la guerra contra Partia, y de la mujer de Pompeyo, a su vez hija de César, cuyo matrimonio había servido como alianza entre ambos personajes. Por otra parte, los logros de César en la Galia a largo plazo ponían en peligro la fama y la influencia de Pompeyo en Roma.

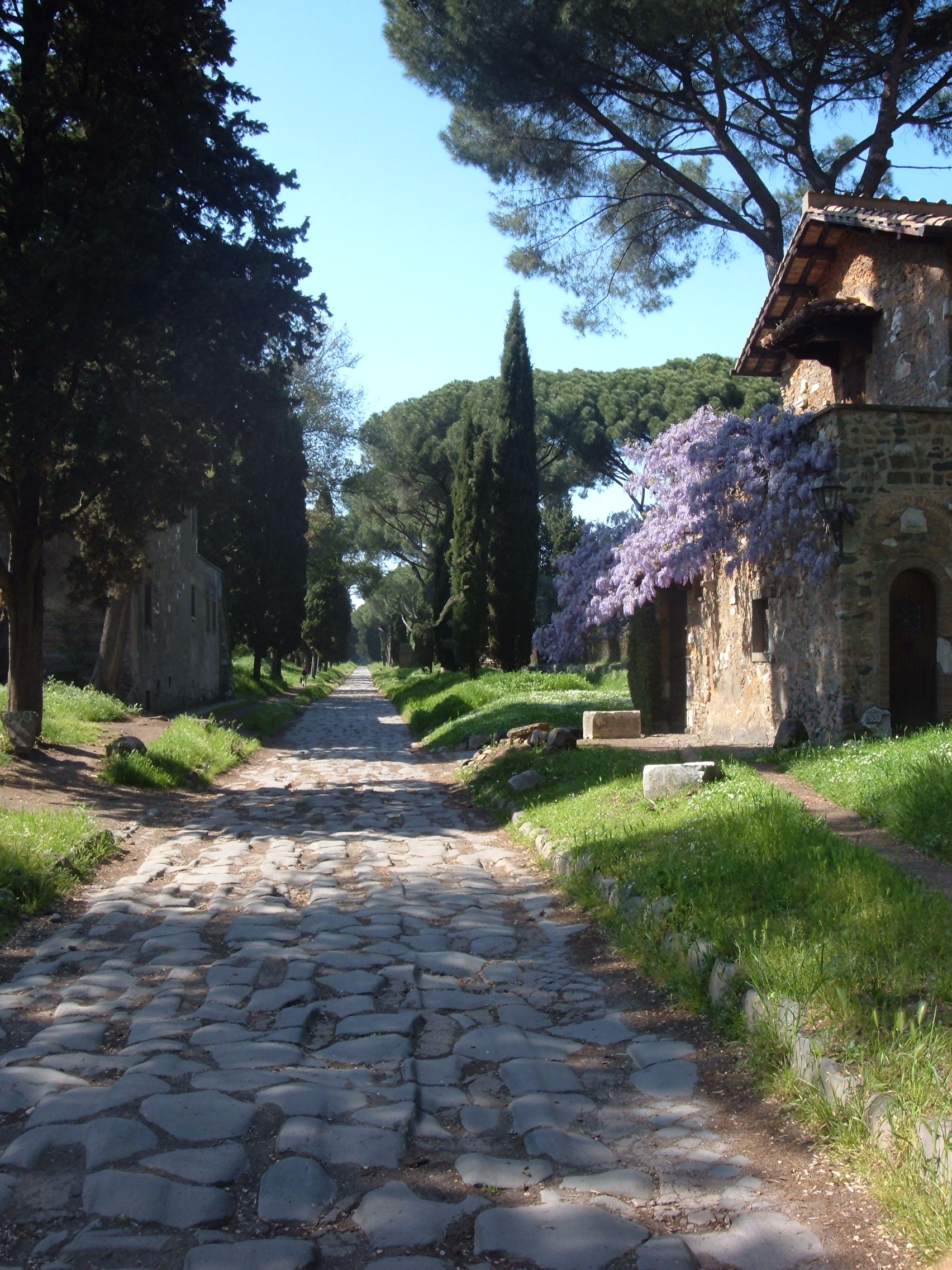
La Vía Apia a 15 km de Roma, el lugar donde Clodio y Milón se encontraron cara a cara, produciéndose una reyerta entre bandas, terminando con la muerte de Clodio.

### Crisis política
Durante el consulado de Lucio Domicio Enobarbo y Apio Claudio Pulcro en el 53 a. C., ambos cónsules fueron acusados de corrupción, tras intentar amañar las siguientes elecciones consulares, y los cuatro candidatos que se presentaron fueron procesados. Las elecciones consulares se pospusieron 6 meses. El escándalo político fomentó la agitación callejera llegando a extremos inusuales, creándose un verdadero estado de anarquía. Los clientes de Pompeyo comenzaron a pedir su elección como dictador, con el pretexto de acabar con la anarquía reinante. Estas voces fueron duramente criticadas por los constitucionalistas y Catón al frente, que apoyó a Milón como contrapeso de Pompeyo como cónsul. Clodio, viejo enemigo de Milón, se opuso frontalmente a este y respondió organizando bandas callejeras para impedir su candidatura y hacerse con el poder en Roma. Milón contrarrestó las bandas callejeras de Clodio comprando escuelas enteras de gladiadores, lo que desencadenó un estado de caos y violencia desmesurada, donde las bandas organizadas eran las dueñas de Roma, y en dónde las elecciones consulares se volvieron a posponer. El 18 de enero de 52 a C. Clodio y Milón se encontraron cara a cara en la Vía Apia y, después de una brutal pelea, Clodio resultó muerto. Los disturbios y crímenes se apoderarían de Roma, hasta el punto de que los enfurecidos seguidores de Clodio establecieron su pira funeraria en el propio edificio senatorial, que sería destruido por el incendio.
Ante esta perspectiva, los constitucionalistas-optimates y Catón apoyaron que Pompeyo fuera nombrado cónsul único durante un año. Pompeyo, con la ayuda de sus legionarios, barrió las bandas organizadas y restableció el orden en Roma, convirtiéndose en el hombre fuerte de la política. Todas las facciones compitieron por su favor mientras conspiraban para destruir a las otras, forzando a Pompeyo a identificarse con su causa. Dentro del juego que era la política romana, los matrimonios creaban nexos, lealtades y oportunidades y Pompeyo, durante su año como cónsul único, recibió la oferta de César de casarse con su sobrina nieta Octavia, pero Pompeyo la rechazó y se casó con Cornelia, hija de Metelo Escipión.
Tras la victoria de César en Alesia, Celio, como tribuno, lanzó una propuesta de ley adicional: César recibiría el privilegio único de verse libre de no acudir a Roma para presentarse al consulado. Esta medida suponía que los opositores y enemigos de César que pretendían procesarle por los supuestos crímenes de su primer consulado perderían toda posibilidad de juzgarle, puesto que César en ningún momento dejaría de ostentar una magistratura. Mientras fuese procónsul, César tendría inmunidad judicial, pero si se veía obligado a entrar en Roma para presentarse al consulado perdería su cargo y, durante un tiempo, podría ser atacado con toda una batería de demandas de sus enemigos.

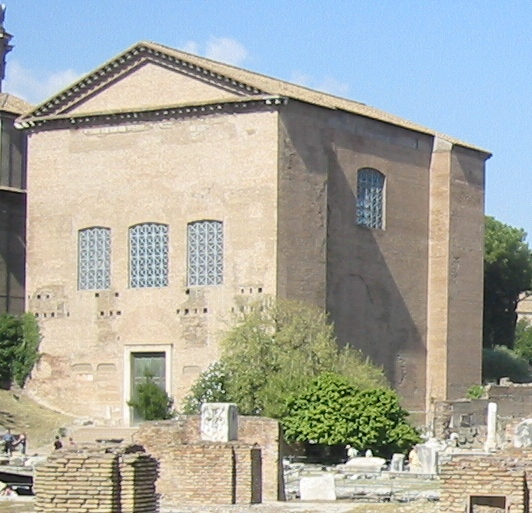
La Curia Julia, lugar de reunión del Senado romano, mandada edificar por César durante su dictadura, tras la destrucción de la Curia Hostilia, por los seguidores de Clodio.

El poder de César fue visto por muchos senadores como una amenaza. Si César regresaba a Roma como cónsul, no tendría problemas para hacer aprobar leyes que concediesen tierras a sus veteranos, y a él una reserva de tropas que superase o rivalizase con las de Pompeyo. Catón y los enemigos de César se opusieron frontalmente, y el Senado se vio envuelto en largas discusiones sobre el número de legiones que debería de ostentar y sobre quién debería ser el futuro gobernador de la Galia Cisalpina e Iliria.
Pompeyo finalmente se decantó por favorecer a los constitucionalistas y emitió un veredicto claro: César debía de abandonar su mando la primavera siguiente, faltando todavía meses para las elecciones al consulado, tiempo más que suficiente para juzgarle. Sin embargo, en las siguientes elecciones para tribuno de la plebe fue elegido Cayo Escribonio Curión, que se convirtió en un cesariano, vetando todos los intentos de apartar a César de su mando en las Galias. Jurídicamente, todos los intentos consulares de apartar a César de sus tropas se veían anulados por la tribunicia potestas.
Cayo Marcelo, cónsul en el 50 a C., entregó una espada a Pompeyo ante la mirada de un inmenso número de senadores encargándole ilegalmente marchar contra César y rescatar a la República. Pompeyo se pronunció a favor de esta medida si llegase a ser necesaria.
A finales del mismo año César acampó amenazadoramente en Rávena con la XIII legión. Pompeyo tomó el mando de dos legiones en Capua y empezó a reclutar levas ilegalmente, una vergüenza que como era predecible aprovecharon los cesarianos en su favor. César fue informado de las acciones de Pompeyo personalmente por Curión, que en esos momentos ya había finalizado su mandato. Mientras tanto su puesto de tribuno fue ocupado por Marco Antonio que lo ostentó hasta diciembre.

## Inicio de la guerra civil
El 1 de enero de 49 a C., Marco Antonio leyó una carta de César en el Senado, en la cual el procónsul se declaraba amigo de la paz. Tras una larga lista de sus muchas gestas, propuso que tanto él como Pompeyo renunciaran al mismo tiempo a sus mandos. El Senado ocultó este mensaje a la opinión pública.
Metelo Escipión dictó una fecha para la cual César debería haber abandonado el mando de sus legiones o considerarse enemigo de la República. La moción se sometió inmediatamente a votación. Solo dos senadores se opusieron, Cayo Escribonio Curión y Celio. Marco Antonio, como tribuno, vetó la propuesta para impedir que se convirtiera en ley.

### Rubicón
Tras el veto de Marco Antonio a la moción que obligaba a César abandonar su cargo de gobernador de las Galias, Pompeyo notificó no poder garantizar la seguridad de los tribunos. Antonio, Celio y Curión se vieron forzados a abandonar Roma disfrazados como esclavos, acosados por las bandas callejeras.
El 7 de enero, el Senado proclamó el estado de emergencia y concedió a Pompeyo poderes excepcionales, trasladando inmediatamente sus tropas a Roma. El 10 de enero de 49 a C., César recibió la noticia de la concesión de los poderes excepcionales a Pompeyo, e inmediatamente ordenó que un pequeño contingente de tropas cruzara la frontera hacia el sur y tomara la ciudad más cercana. Al anochecer, junto con la Legio XIII Gemina, César llegó hasta el río Rubicón, la frontera natural entre Italia (territorio metropolitano de Roma) y la provincia de la Galia Cisalpina. Seguido solo por algunos caballeros de su más alta confianza y tras pararse a reflexionar unos instantes, dio a sus hombres la orden de avanzar. La guerra había comenzado.
Según Suetonio, que tradujo la frase al latín, César dijo «iacta alea est», que se puede traducir por «los dados han sido lanzados», aunque popularmente se asimila como «la suerte está echada». Plutarco, por otra parte, debió usar como fuente a Asinio Polión, amigo íntimo de César y testigo presencial de aquel momento histórico. Polión escribió una historia de las guerras civiles que no ha llegado hasta nosotros, pero que seguramente contenía la frase original. La que Plutarco transmitió, en griego, es ἀνερρίφθω κύβος, «sea lanzado el dado», dando a entender que la partida acababa de comenzar y todo estaba aún por decidir.

## La guerra en Italia

### Persecución de Pompeyo
César inició su marcha hacia Roma y tomó por sorpresa Arímino, ciudad en la que se encontraba Marco Antonio. Sin perder tiempo, ordenó a Antonio que con cinco cohortes atravesara los Apeninos y tomara la ciudad de Aretio, mientras él con otras cinco cohortes ocupó en forma sucesiva Pisauro, Fano y Ancona.
El 14, 15 y 16 de enero llegaron a Roma las noticias de las sucesivas ocupaciones de las ciudades de la costa adriática y de Arezzo, llegando a Roma oleadas de refugiados que, a su vez, provocaban que otras oleadas de refugiados abandonasen Roma. Un ambiente de terror se apoderó de Roma y su mundillo político. La confianza que ostentaba Pompeyo se derrumbó en pocos días, y los senadores que anteriormente confiaron en su rápida victoria sobre César le acusaron de haber llevado la República al desastre. Ante el rápido avance de César, carente de las suficientes fuerzas y temiendo su popularidad entre la plebe y los pueblos itálicos, Pompeyo dio Roma por perdida y ordenó evacuar el Senado, declarando traidores a la República todos los magistrados que se quedasen en Roma.
El Senado comenzó a plantearse lo impensable: constituirse fuera de Roma por primera vez en su historia. Cicerón posteriormente declararía que esta decisión fue un reflejo de debilidad, dando a César más legitimidad y confianza. Al abandonar Roma, el Senado traicionó a cuantos no podían permitirse hacer el equipaje y abandonar sus casas y el sentimiento de pertenencia a la República fue seriamente dañado. Las ancestrales y grandes mansiones de los nobles, tras ser abandonadas, fueron presa de la furia de los barrios bajos. Las provincias fueron distribuidas legalmente entre los líderes de la causa constitucional, y su poder quedaría sancionado única y exclusivamente por la fuerza. La República se convirtió en una abstracción, las elecciones anuales, la vitalidad de las calles y espacios públicos de Roma, todo aquello con lo que se nutría la República había desaparecido.
César aguardó unos días la llegada de otras cuatro legiones de la Galia, e inició la persecución del Senado. El 1 de febrero marchó sobre Osimo donde derrotó a Publio Atio Varo que reclutaba soldados para Pompeyo, mientras este trataba de concentrar sus tropas en Brindisi donde fletaba barcos frenéticamente, intentando salir de Italia hacia Grecia cruzando el Adriático.
En Corfinium se encontraba el nuevo gobernador de la Galia Transalpina, Lucio Domicio Enobarbo, quien odiaba por igual a Pompeyo y a César. Se le ordenó que marchara hacia el sur con sus hombres, pero este desobedeció las órdenes de Pompeyo. Llevó a cabo el único intento de contener a César en Italia: decidió encerrarse en la ciudad de Corfinium, situada en un estratégico cruce de caminos. Era la misma ciudad que los rebeldes italianos habían convertido en su capital cuarenta años atrás.
Los habitantes de Corfinium, tras la Guerra Social, habían obtenido la ciudadanía pero todavía seguían presentes los recuerdos de aquella lucha. Para la mayoría de los italianos la República significaba muy poco, y se identificaban más con las ideas populares, considerando a Cayo Mario, tío de César, su patrón. El 13 de febrero del año 49 a C., César cruzó el río Pescara y sitió Corfinium que se rindió el 19 del mismo mes. Las levas de novatos de Domicio se plegaron rápidamente al sentir de la ciudad. Domicio fue llevado ante César por sus propios oficiales, y suplicó que lo matara, pero César se negó, dejándolo libre. Corfinium no padeció ningún daño y las levas de novatos pasaron a ser parte del ejército controlado por César. Lo que puede aparentar ser simplemente un gesto de clemencia, supuso una gran humillación, un gesto político y una declaración de sus propósitos. No habría listas de proscritos, ni matanzas (como había ocurrido en tiempos de Sila), y sus enemigos serían perdonados solo con rendirse. Esto permitió que la mayoría de los neutrales se sintieran aliviados. Ofrecía la imagen de quien servía bien a su causa, evitando cualquier alzamiento popular contra los cesarianos.

### El sitio de Brindisi
Pompeyo, con el resto de senadores y su ejército, tras abandonar Roma se dirigieron a Brindisi con la intención de cruzar el Adriático y adentrarse en Grecia y oriente, donde Pompeyo contaba con innumerables recursos con los que hacer frente a César. César marchó rápidamente hacia Brindisi. El 20 de febrero Pompeyo trasladó la mitad de su ejército al otro lado del Adriático bajo el mando de los dos cónsules, a Dirraquio, pero la otra mitad siguió bajo el mando de Pompeyo atrapado en la ciudad y esperando al regreso de la flota.
Tras llegar César después de derrotar a Lucio Domicio Enobarbo, ordenó inmediatamente a sus hombres bloquear la salida del puerto a mar abierto con la construcción de un rompeolas. Pompeyo respondió construyendo torres de tres pisos sobre barcos mercantes desde donde arrojar proyectiles a los ingenieros que construían el rompeolas. Durante días se sucedieron las escaramuzas, la lluvia de proyectiles, de maderos y los incendios entre los dos bandos.
Con el rompeolas todavía sin terminar, la flota pompeyana regresó adentrándose en el puerto. Cuando oscureció se inició la salida de la flota del puerto, dando comienzo a la evacuación total de Brindisi. César, alertado por sus partidarios dentro de la ciudad, ordenó tomarla al asalto, pero fue demasiado tarde. Los barcos salieron uno tras otro por el estrecho cuello de botella que habían dejado abierto las obras de asedio. La nave de Pompeyo fue la última en abandonar el puerto.

### Estancia en Roma

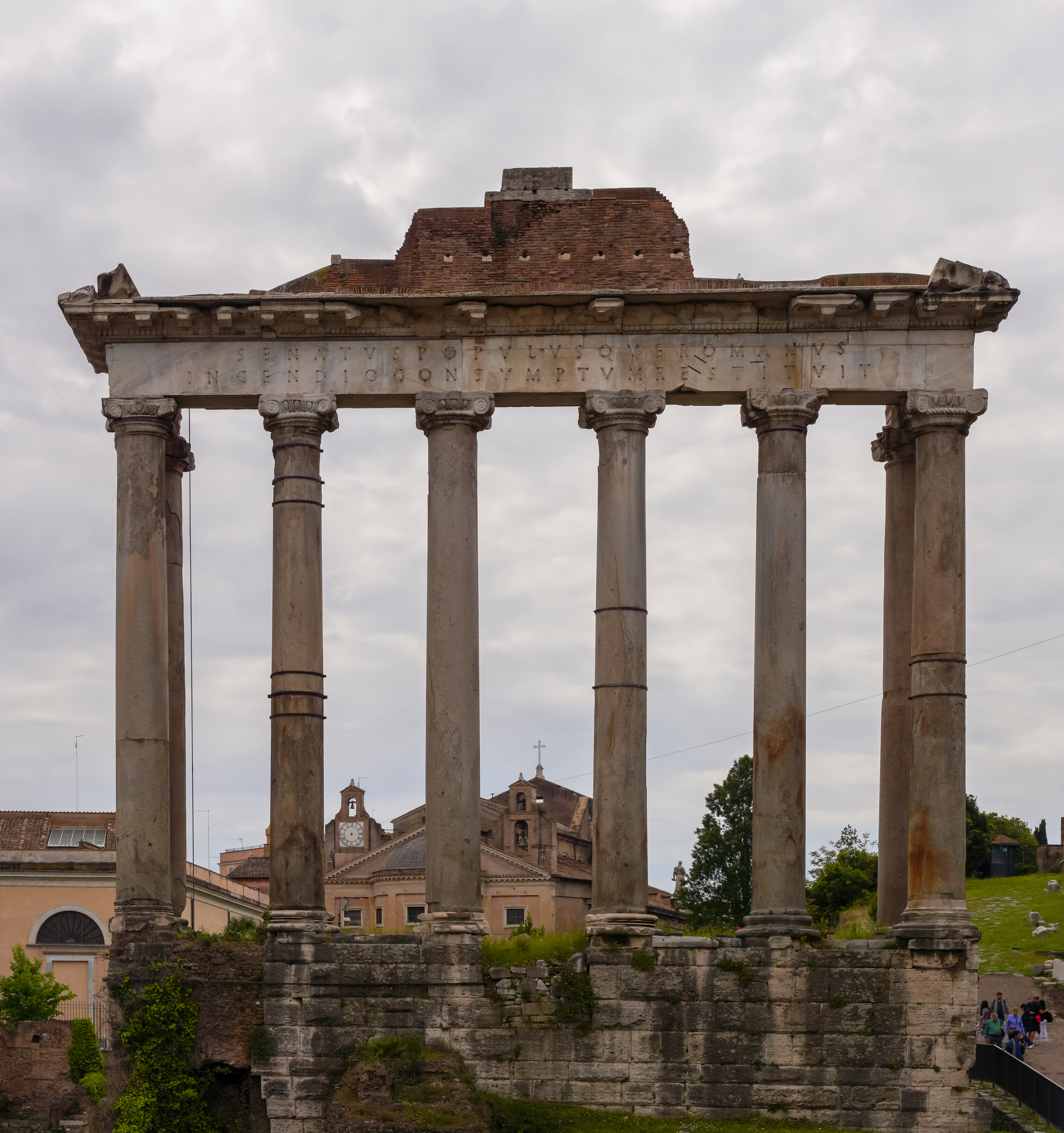
Los restos del Templo de Saturno en el Foro Romano, donde Julio César tras conquistar a los galos y terminar con su amenaza, se apropió del tesoro público, acumulado durante años para prevenir una invasión gala, ante la impotencia del tribuno de la plebe Quinto Cecilio Metelo Escipión.

Tras la huida de Pompeyo, César entró en Roma el 29 de marzo pero la ciudad le acogió fríamente. Designó a Marco Antonio como jefe de sus fuerzas en Italia y convocó a los pocos senadores que todavía quedaban, exigiendo el derecho a quedarse con los fondos de emergencia de la ciudad, creados para sufragar los gastos ante una posible invasión Gala. Cuando los senadores, atemorizados, aceptaron, Cecilio Metelo vetó la propuesta. Entonces César ocupó el Foro con sus legionarios, forzó las puertas del templo de Saturno y se apoderó del tesoro público. Cuando Cecilio Metelo intentó parar el sacrilegio, César amenazó con hacerlo pedazos y Metelo se apartó. César estuvo durante dos semanas en Roma asegurando suministros y la retaguardia. Tras él dejó como Pretor a Marco Lépido, obviando la autoridad del Senado. Aun siendo Lépido de sangre azul y magistrado electo, seguía siendo un nombramiento inconstitucional.
En abril ordenó a las antiguas tropas de Domicio invadir Sicilia y Cerdeña para proteger las rutas y suministros de trigo. César, por su parte, inició su marcha hacia Hispania, donde había legiones pompeyanas activas. La larga estancia de Pompeyo en Hispania durante sus campañas, propició que la provincia estuviese repleta de clientes y oficiales fieles a su causa.

### Operaciones menores
Cayo Escribonio Curión desembarcó con éxito en Útica al mando de dos legiones para tomar la provincia, que permanecía bajo autoridad conservadora establecida por Publio Atio Varo. Las tropas de Curión eran las levas reclutadas originalmente por Lucio Domicio Enobarbo para defender Corfinium. Tras una victoria inicial de Curión en una escaramuza cerca de Útica, su ejército fue aniquilado el 24 de agosto en la batalla del río Bagradas por las fuerzas combinadas de Juba I y Varo. Curión resultó muerto en combate.

## Guerra en Hispania
Los ejércitos pompeyanos estaban controlados por los legados Lucio Afranio, Marco Petreio —el vencedor sobre Catilina— y Marco Terencio Varrón. César, por su parte, concentró nueve de sus legiones y más de seis mil jinetes en las cercanías de Marsella.
La ciudad de Massalia (actual Marsella), en plena ruta de paso, era controlada por Lucio Domicio Enobarbo, procónsul de la Galia, que tras haber sido perdonado por César reclutó un nuevo ejército y, por segunda vez, cerró las puertas de una ciudad a la llegada de César. César ordenó sitiar la ciudad a sus legados Cayo Trebonio y Décimo Junio Bruto Albino. Inmediatamente, y sin perder tiempo, se dirigió con el resto de las tropas a la Hispania Citerior para reforzar las tres legiones que había enviado allí anticipadamente.

### Batalla de Ilerda
Las tres legiones enviadas por César a la vanguardia contuvieron a las tropas pompeyanas dentro de Hispania y mantuvieron el control de los principales pasos de los Pirineos. Con la llegada de César y los refuerzos, el ejército cesariano se adentró en Hispania y a mediados de marzo acampó cerca de Ilerda, frente las fuerzas pompeyanas, con el fin de forzar la batalla.
El enfrentamiento se libró en el verano del año 49 a C.; primero en Ilerda, la actual Lérida, y luego más al sur. Las tropas cesarianas lograron la victoria total sobre los pompeyanos el 2 de agosto del mismo año. Massalia finalmente se rindió el 25 del mismo mes.

### Regreso a Roma
En Marsella, César recibió la noticia de que había sido nombrado dictador por lo que partió a Roma. Allí dictó una serie de leyes, entre ellas la de la situación entre deudores y acreedores, llamó a varios exiliados y garantizó la plena ciudadanía romana a todos los habitantes nacidos libres en la Galia Cisalpina. Desempeñó su cargo de dictador por solo once días, renunció a este, y se dirigió a Brindisi.

## Guerra en Grecia
César concentró su ejército en Brindisi con intención de zarpar hacia Grecia en busca de Pompeyo. En total su ejército estaba formado por doce legiones y mil jinetes, según Apiano. Sin embargo, muchas de las legiones no reunían el número de efectivos prácticos, maltrechas por sus recientes campañas en la Galia e Hispania.
Con anterioridad, César había ordenado la construcción de numerosos navíos. A pesar de no estar todos terminados y del mal tiempo invernal, embarcó todos los hombres posibles, en total siete legiones y quinientos jinetes, zarpando el 4 de enero de 48 a C. Marco Antonio y Aulo Gabinio permanecieron en Brindisi juntó con el resto de tropas y suministros a la espera del regreso de la flota.
La armada pompeyana comandada por Marco Bíbulo ostentaba la superioridad naval, con cerca de trescientas naves repartidas por el sur del Adriático, vigilando los lugares de un posible desembarco enemigo. César, no obstante, lo hizo con éxito un día después de zarpar, en una playa lejos de las grandes ciudades de la región, cerca de Palase, a 150 kilómetros al sur de Dirraquio, evitando así ser descubierto e interceptado puesto que, según Dión Casio, temía que los puertos estuviesen guarnecidos por las flotas rivales. Marco Bilbulo fue sorprendido por el inesperado desembarco en pleno invierno y a partir de ese momento puso todo su empeño en que ningún navío cesariano cruzase el Adriático.
César inició la toma de las plazas costeras cercanas, asegurándose puertos navales en donde preparar la llegada de las legiones de Italia. La escuadra pompeyana, advertida de los movimientos, se hizo a la mar, interceptando en su regreso la flota cesariana y apresando treinta transportes. César, mientras tanto, se dirigió al norte tomando Oricus y Apolonia e iniciando la marcha hacia Dirraquio. La noticia del desembarco de César sorprendió a Pompeyo camino de Macedonia, donde pensaba reclutar tropas. Se dirigió a Dirraquio a marchas forzadas, entrando en ella muy poco antes que llegara César. Después armó su campamento en la orilla norte del río Semani, en la localidad de Kuci, frente al de César, que estaba en la ribera sur.
La flota pompeyana dirigida por Bíbulo inició un férreo bloqueo sobre las posiciones cesarianas, apostándose en los fondeaderos marinos cercanos a la costa e impidiendo la llegada de refuerzos. Mientras, las escuadras pompeyanas del Ilírico y Acaya, lideradas por Marco Octavio y Escribonio Libón con ayuda de los dálmatas, sitiaron Salona, capital de la provincia de Iliria, gobernada por César. Los defensores rechazaron el sitio en un ataque sorpresa obligando a los pompeyanos a reembarcar y huir. Marco Octavio renunció a tomar Salona y se unió junto a sus fuerzas a Pompeyo, que estaba acampado en Dirraquio.
Tras la muerte de Marco Bíbulo por causas naturales, Escribonio Libón quedó al frente de la escuadra pompeyana e inició el bloqueo del puerto de Brindisi, apostándose en una cercana isla a la entrada al puerto, imposibilitando a Marco Antonio reunirse con César. Marco Antonio, sabedor de la necesidad de agua de las fuerzas de Escribonio, mandó custodiar todas las fuentes cercanas de agua, lo que obligó a Escribonio a levantar el bloqueo y retirarse a las costas de Épiro.
Llegado el buen tiempo, las condiciones del mar mejoraron y Marco Antonio se dispuso a satisfacer las continuas demandas de César en pos de cruzar el Adriático y recibir refuerzos, haciéndose a la mar un día favorable a finales de febrero. Al día siguiente de la partida la flota fue divisada por César y Pompeyo, apostados cerca de Dirraquio, separados por el río Apsus, si bien un fuerte viento del suroeste, empujó inevitablemente la flota al norte. Marco Antonio desembarcó finalmente con cuatro legiones y quinientos jinetes y tomó Lissus. Pompeyo, por su parte, enterado de la ubicación de los refuerzos de César, inició su marcha hacia el norte con la intención de derrotar por separado a sus enemigos, tomando una preciada ventaja sobre las fuerzas de César. Alertado este de las intenciones de Pompeyo, reaccionó desplazándose hacia el noreste en dirección a Tirana, intentando reunirse con sus esperados refuerzos. Marco Antonio, por el contrario, marchó hacia el sur con celeridad, sin percatarse de la situación. Sin embargo, César logró hacer llegar a Marco Antonio un mensaje advirtiéndole de las intenciones de Pompeyo gracias al cual Marco Antonio tomó la decisión de acampar durante un día, dando tiempo a César para adelantar su posición. Pompeyo, temiendo quedar rodeado por los dos ejércitos cesarianos, que en conjunto le superaban en número, dio media vuelta y regresó a Dirraquio. Las fuerzas de César y Marco Antonio se reunieron, finalmente, en Scampi.
Tras el fracaso de impedir la unión de las fuerzas enemigas, Pompeyo se atrincheró iniciando una guerra de desgaste. César decidió ampliar su zona de operaciones para lo cual envió a Cneo Domicio Calvino con dos legiones y quinientos jinetes a Macedonia para enfrentarse a Metelo Escipión que avanzaba desde Salónica a reunirse con Pompeyo. Pocos días después de la partida de estos destacamentos Cneo Pompeyo, al frente de una flota de naves egipcias desde el sur, capturó la flota cesariana en la base naval de Oricus y continuó hasta la base donde Marco Antonio había dejado los transportes y los incendió. De esta manera los cesarianos vieron destruida toda su flota en Grecia, quedando sin ningún buque para comunicarse con Italia.

### Batalla de Dirraquio
César, ante esta situación, decidió dar la batalla ante su adversario. Descendió hasta Asparagium y dispuso su ejército en orden de batalla frente al campamento de Pompeyo, pero este rehusó el combate. Entonces César se dirigió hacia Dirraquio para aislar a Pompeyo de su base mediante la construcción de un cerco al campamento de su enemigo. El 10 de julio de madrugada Pompeyo atacó las posiciones de César confiriéndole una derrota. El día 11 por la mañana, César llegó a su antiguo campamento de Asparagium y el 14 de julio llegó a Apolonia.

### Batalla de Farsalia
Después de Dirraquio, César huyó hacia el sur, alejándose de Pompeyo tras perder la iniciativa y verse obligado a moverse siguiendo una senda que le permitiera abastecerse, puesto que se encontraba en una situación de total aislamiento, sin flota y sin suministros. Según Dión Casio, Pompeyo no celebraba el haber derrotado militarmente a las legiones de César, sino el haber evitado derramar sangre romana, por lo que su plan era acosarlo y obligarlo a rendirse por la falta de víveres.
Pompeyo decidió marchar contra Domicio en Macedonia, tras considerar poco probable dar alcance a César. Domicio, por su parte, recibió la noticia de la retirada de Dirraquio y las intenciones de Pompeyo con unas pocas horas de antelación, tiempo suficiente para emprender la huida dirección a Tesalia y unirse al ejército de César. Pompeyo, que vio frustradas sus esperanzas, decidió marchar hacia Larissa donde acampaba Escipión, uniendo sus fuerzas para con ello reunir un ejército superior en número al cesariano.
César detuvo su ejército en Farsalia entre los días 4 y 5 de agosto de 48 a C., anhelando presentar batalla más que nunca, con la única posibilidad de luchar o marchar en busca de víveres hacia el sur, siendo acechado por la caballería pompeyana, más numerosa y que impedía la labor de los forrajeadores.
Por su parte, el ejército pompeyano estaba dividido en dos grandes facciones constituidas por los seguidores y clientes de Pompeyo y los de los Optimates, los republicanos más conservadores, que se apoyaban en las legiones conducidas por Metelo Escipión y tenían por adalid a Catón, quien había sido postergado a Dirraquio con 15 cohortes. Es posible que Pompeyo no desease librar la batalla de Farsalia, confiando en la dilatación y la precaria situación de César. Sin embargo, las críticas de sus aliados y de sus generales, envueltos en rencillas políticas, le llevaron a presentar batalla. Según Lucio Anneo Floro sus soldados le censuraban la inactividad, y Plutarco señala que incluso se conspiraba directamente contra él. De ser así Pompeyo no fue capaz de imponer su voluntad, siendo objeto de burlas por parte de Tito Labieno o Lucio Afranio.
Los dos ejércitos se enfrentaron el 9 de agosto de 48 a C. iniciando el ataque los cesarianos, mientras que el ejército pompeyano mantuvo una estrategia defensiva confiando en su superioridad numérica. La caballería pompeyana cargó contra la cesariana persiguiéndola y cayendo en una estratagema preparada, en la que varias cohortes de legionarios apoyaron a la caballería cesariana dispersando la pompeyana liderada por Labieno. Tras observar su huida, Pompeyo abandona el campo de batalla, lo que influyó en la moral de su ejército en el que tras ser rodeado por el flanco por la caballería cesariana cundió el pánico, dispersándose y huyendo hacia el campamento pompeyano. Tras reagrupar a sus tropas, César lideró el asalto final al campamento pompeyano defendido por tracios y otros irregulares, y tras superar la empalizada el campamento cayó rápidamente. Un mínimo de cuatro legiones pompeyanas consiguieron huir y tomar una colina, pero tras ser rodeados por sus enemigos y cercados mediante una empalizada, sin agua y sin víveres se rindieron incondicionalmente.

Esto es lo que han querido, y a este extremo me han traído, pues si yo, Cayo César, después de haber terminado gloriosamente las mayores guerras, hubiera licenciado el ejército, sin duda me habrían condenado.
Cayo Julio César.

## Guerra en Oriente
Tras su derrota en Farsalia, Pompeyo huyó hacia la costa del Egeo escondiéndose de los cazarrecompensas que le pisaban los talones; allí fletó un barco para navegar hasta Mitilene, donde estaba su mujer Cornelia. Tras reunirse con ella, partieron rumbo a Egipto con una pequeña flota, con la intención de pedir ayuda a Ptolomeo XIII, el joven faraón de Egipto de tan solo 12 años. Un mes después de Farsalia Pompeyo llegó a las costas de Egipto y envió emisarios al Rey y, tras unos días esperando anclado frente a los bancos de arena, el 28 de septiembre del 48 a C., una pequeña barca se acercó hasta los navíos romanos invitando a subir a bordo a Pompeyo. En la otra orilla aguardaba Ptolomeo XIII, por lo que tras despedirse de su mujer Pompeyo fue conducido hasta la orilla. Mientras avanzaba trató de entablar conversación con la gente de la barca pero no obtuvo respuesta y tras tomar tierra un mercenario romano, el excenturión Aquila, desenvainó su espada y atravesó a Pompeyo que acto seguido fue apuñalado repetidas veces. Cornelia y el resto de los tripulantes de la pequeña flota observaron, impotentes, los sucesos desde el mar. El cadáver de Pompeyo fue decapitado, y su cuerpo abandonado en la playa fue rescatado e incinerado por un veterano de las primeras campañas de Pompeyo junto con uno de los libertos del general.

### César en Egipto

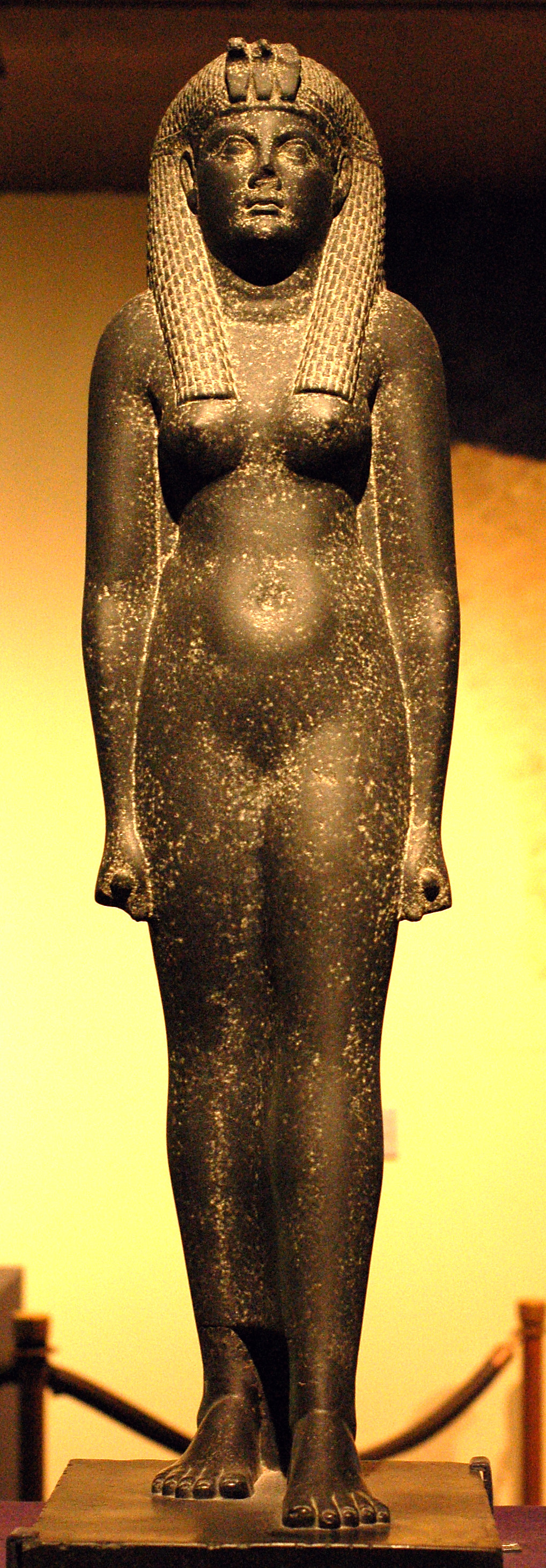
Estatua de Cleopatra.

En 47 a. C., César se dirigió a Egipto en busca de Pompeyo con apenas 4000 soldados. Allí lo sorprendió la ofrenda de bienvenida que le presentó el primer ministro de Ptolomeo XIII, el eunuco Potino: el sello personal y la cabeza de Pompeyo. Egipto se encontraba en guerra civil, y los consejeros del rey creyeron erróneamente que César estaría agradecido y apoyaría a Ptolomeo contra su hermana Cleopatra. Al saber de su suerte, César estalló en lágrimas, tanto por la muerte de un cónsul romano, su antiguo amigo y yerno, como por haber perdido la oportunidad de ofrecerle su perdón.
Los romanos quedaron atrapados en Alejandría por unos vientos desfavorables, y César empezó a poner orden en los asuntos de Egipto, haciendo y deshaciendo a su antojo. Se instaló junto con sus tropas en el palacio real, un complejo de edificios fortificados que ocupaba casi una cuarta parte de la ciudad de Alejandría. Desde este bastión empezó a exigir exorbitantes cantidades de dinero, y anunció que gentilmente dirimiría la guerra civil entre Ptolomeo y su hermana. Dio la orden de licenciar los dos ejércitos en guerra, y a los hermanos de reunirse con él en Alejandría. Ptolomeo no licenció a ningún soldado, pero fue convencido por Potino de acudir a la cita de César. Mientras tanto Cleopatra, que tenía bloqueadas las rutas a la capital, quedó aislada tras las líneas de Ptolomeo.

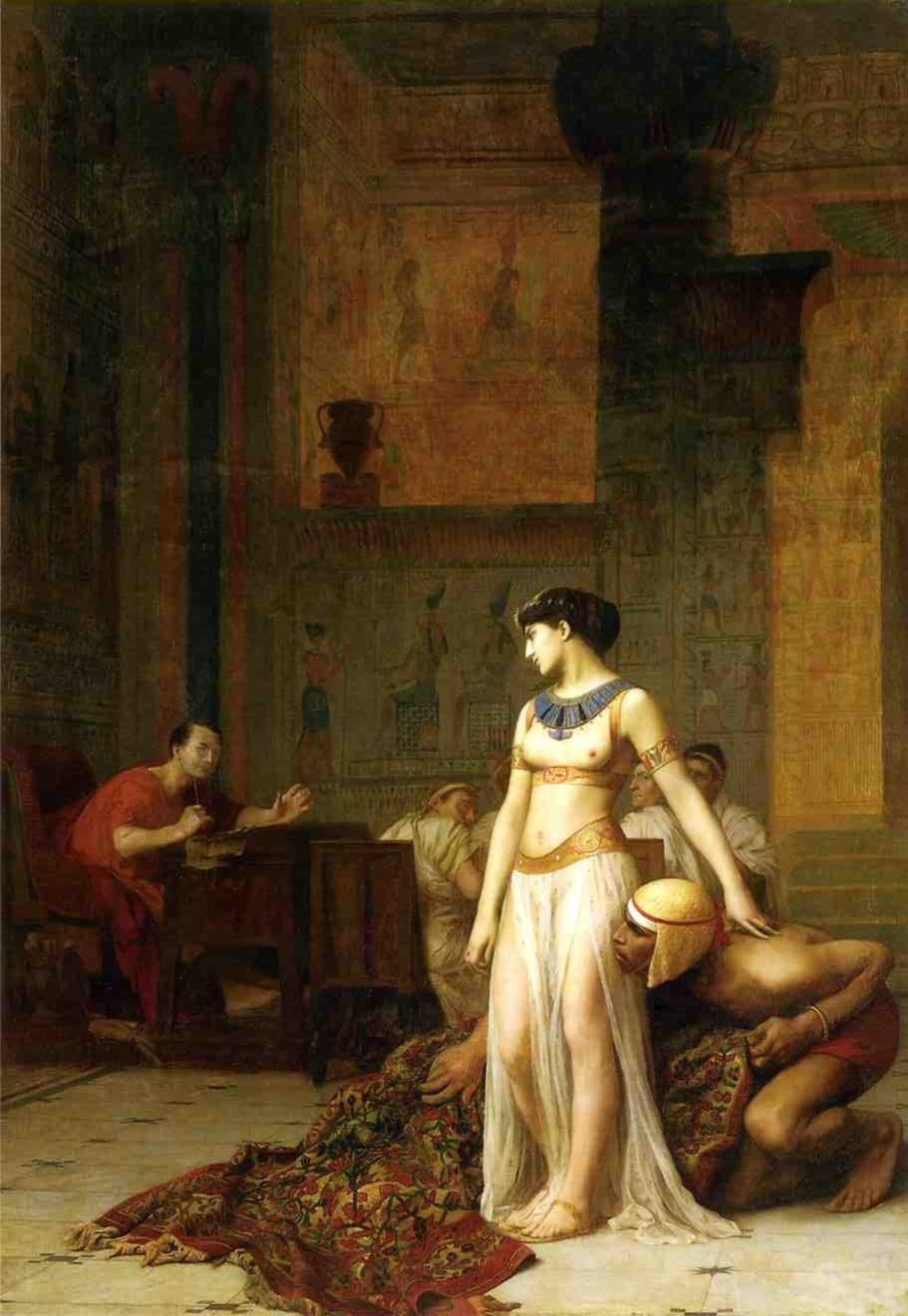
Presentación de Cleopatra a César, por Jean-Léon Gérôme.

Una tarde, a la puesta del Sol, un pequeño mercante atracó en el amarradero de palacio. Un solitario mercader siciliano trajo consigo una alfombra que llevó hasta la presencia de César, y tras desenrollarla apareció de forma inesperada y espectacular la propia Cleopatra, que sedujo a César con inusitada rapidez.
Ptolomeo, después de enterarse de la nueva conquista de su hermana, y tras tener una tremenda rabieta, marchó por las calles de Alejandría y pidió a sus súbditos que acudiesen en su defensa y en la de Egipto. Las prepotentes exigencias de dinero de César no le hicieron especialmente apreciado, por lo que cuando Ptolomeo pidió a los alejandrinos que atacasen a los romanos, la masa se lanzó con entusiasmo. Los romanos se vieron asediados en el complejo palaciego y César se vio obligado a reconocer a Ptolomeo como monarca conjunto con Cleopatra y a devolver la isla de Chipre a Egipto. Sin embargo, la situación empeoró cuando a los alborotadores se les unió el ejército de Ptolomeo de veinte mil hombres, comenzando una verdadera batalla por el control de Egipto. Durante los cinco siguientes meses César consiguió resistir en palacio, hacerse con el control del puerto, quemando la flota egipcia y, accidentalmente, unos almacenes de libros en el puerto, fracasando en el intento de controlar el Gran Faro. Hizo ejecutar al eunuco Potino y dejó embarazada a Cleopatra.
En marzo del 47 a C. llegaron los refuerzos romanos a Alejandría que hicieron que Ptolomeo XIII huyera de Alejandría preso del pánico. Lastrado por su armadura de oro, se ahogó en el Nilo, dejando a Cleopatra sin rival al trono.

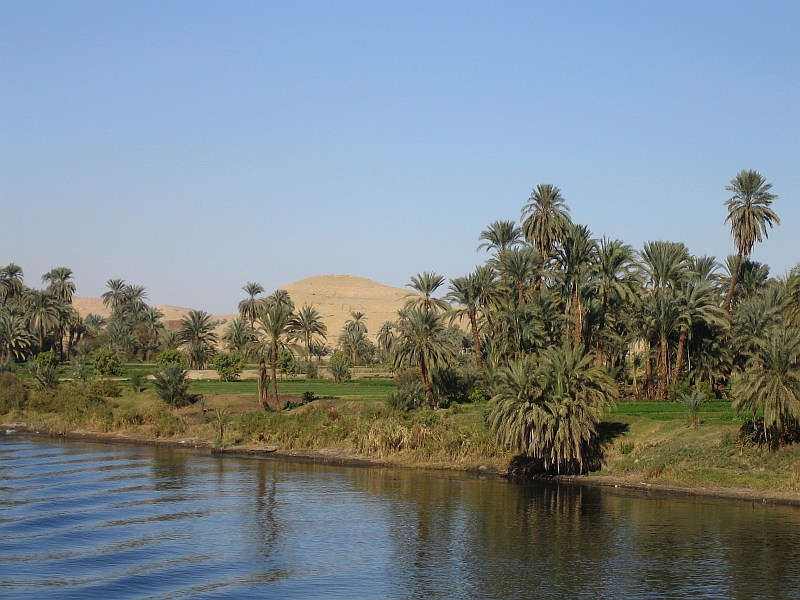
Las pirámides desde el Nilo.

Una vez restauradas las líneas de comunicación, sus agentes le informaron de las nuevas amenazas surgidas durante su estancia en Alejandría. Farnaces, hijo de Mitrídates VI había invadido el Ponto mientras que en África Quinto Cecilio Metelo Escipión y Catón estaban reclutando un poderoso nuevo ejército y en Roma el gobierno de Marco Antonio estaba creando recelos.
Mientras nuevos enemigos de César emergían y crecían, César permaneció con su amante todavía dos meses más en Egipto. A finales de la primavera del 47 a C. la feliz pareja se embarcó en un crucero por el Nilo, pasando frente a las pirámides y las grandes columnas de Karnak.[cita requerida] Se decía que si sus hombres no se hubiesen quejado habrían navegado hasta la mismísima Etiopía. Muchos contemporáneos estaban desorientados, el conquistador de las Galias, y el hombre cuya insaciable ambición había iniciado la guerra civil, retozaba junto su amante desperdiciando toda la ventaja obtenida en Farsalia. La juventud, belleza e inteligencia de Cleopatra cautivaron a César. [cita requerida]

### Guerra contra Farnaces
Farnaces II del Ponto, rey del Bósforo e hijo de Mitrídates VI, aprovechó los problemas internos de Roma para expandir sus dominios: invadió Colchis y parte de Armenia.
El rey armenio Deiotarus, reino vasallo de Roma, pidió ayuda al lugarteniente cesariano de la provincia de Asia, Cneo Domicio Calvino. Farnaces se enfrentó rápidamente con las fuerzas romanas provinciales, obteniendo la victoria. Confiado por su victoria invadió el antiguo reino de su padre, el Ponto y parte de Capadocia.
César tuvo noticias de los hechos en Egipto e inició la marcha hacia el Ponto para enfrentarse a Farnaces. La batalla entre las tropas romanas y las de Farnaces tuvo lugar en el norte de Capadocia, cerca de la ciudad de Zela. El enfrentamiento derivó con celeridad en una victoria romana, aniquilando completamente las fuerzas enemigas. Farnaces huyó hacia el Bósforo con una pequeña sección de sus tropas de caballería. Sin poder alguno, fue asesinado por un antiguo rival al trono del Bósforo.
César inmortalizó esta batalla, utilizándola como arma propagandística contra los antiguos méritos militares de Pompeyo en Oriente, todavía presentes en la mentalidad colectiva romana, y acuñó una celebérrima frase:

Veni, vidi, vici.
Vine, Vi, Vencí
Cayo Julio César

## África
La estancia de César en Egipto y su posterior marcha hacia el Ponto dio tiempo a Metelo Escipión y a Catón para poder formar un nuevo ejército en la provincia de África. Lograron reunir un ejército de diez legiones, alrededor de cincuenta mil hombres. Contaban, además, con el apoyo del ejército del rey Juba I de Numidia, que incluía sesenta elefantes de guerra e inicialmente unos treinta mil hombres.
Tras una visita corta a Roma, César desembarcó en Hadrumeto el 28 de diciembre de 47 a C. Las dos facciones se enzarzaron en pequeñas escaramuzas, mientras César posponía el enfrentamiento directo porque esperaba refuerzos. A instancias de César Boco II, rey de Mauritania, atacó Numidia por el oeste, tomando su capital Cirta, y obligando a Juba I a marchar al oeste con su ejército.

### Batalla de Tapso
En febrero del 46 a. C., tras recibir los refuerzos y la suma de dos legiones de desertores constitucionalistas, César cercó la ciudad de Tapso. Los constitucionalistas plantaron batalla ante las murallas de Tapso saliendo derrotados en un enfrentamiento que degeneró en una carnicería. Catón se suicidó en Útica al tener noticias de la derrota ante César.
Tras la victoria, César retomó el asedio de Tapso, prolongándose la guerra en África hasta julio, con la toma de la ciudad, la pacificación de la provincia y la incorporación de Numidia como provincia romana. Mientras, Tito Labieno, Cneo Pompeyo el Joven y Sexto Pompeyo escaparon a Hispania.
Catón personificó el recio espíritu de la libertad romana, siendo mecenas de los ideales que sustentaron la lucha contra César. Ante la posibilidad de ser perdonado por César, eternizó su lucha suicidándose. Su suicidio, una ejemplificación de sangre, honor y libertad prolongó su gran influencia en la conciencia colectiva romana.

Igual que tú me envidiabas la posibilidad de perdonarte, Catón yo te envidio esta muerte.
Cayo Julio César.

### Triunfos en Roma

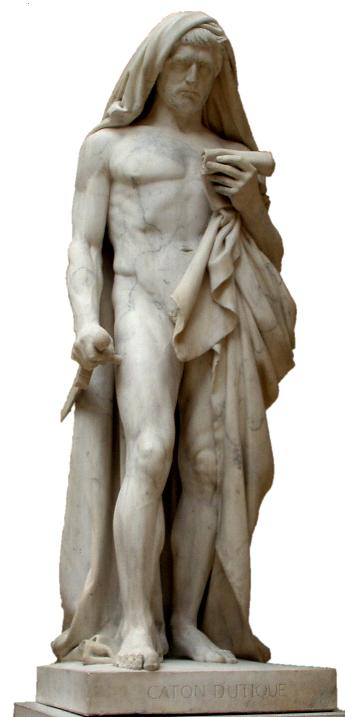
Estatua de Catón.

César regresó a Roma a finales de julio de 46 a C.. La victoria total cesariana dotó a César de un poder enorme y el Senado, estupefacto e intimidado, se apresuró a legitimar su victoria nombrándolo dictador por tercera vez en la primavera del 46, por un plazo sin precedentes de diez años.

Somos sus esclavos, pero él, esclavo de su época.
Marco Tulio Cicerón.

Acuñó su legitimidad y el desprestigio de sus enemigos en un gran acto propagandístico. En septiembre, celebró sus triunfos, orquestando cuatro desfiles triunfales consecutivos. Galos, egipcios, asiáticos y africanos desfilaron encadenados ante la multitud mientras jirafas, carros de guerra britanos y batallas en lagos artificiales dejaban boquiabiertos a sus conciudadanos. La guerra entre romanos fue enmascarada por las victorias contra extranjeros y las celebraciones no tuvieron precedentes en sus dimensiones y duración.
Durante las celebraciones fue ejecutado Vercingetórix. El desfile triunfal contra Farnaces II del Ponto, contó con una carroza que portaba el eslogan Vine, vi, vencí, arrastrando tras de si al fantasma de Pompeyo. Un día después, en el desfile por la victoria de África, una carroza representó el suicidio de Catón ridiculizándolo y César lo justificó alegando que Catón y sus enemigos eran colaboracionistas de los bárbaros. Muchos ciudadanos que observaron el desfile estallaron en lágrimas al verla. La influencia de Catón seguía más allá del alcance del poder de César.
En el invierno del año 46 a C., estalló una nueva rebelión en Hispania, liderada por los hijos de Pompeyo.

## Rebelión en Hispania
Después de las derrota de Tapso los conservadores republicanos Cneo Pompeyo el Joven, Sexto Pompeyo y Tito Labieno, huyeron a Hispania con los restos de su ejército. Tras su llegada a Hispania, dos legiones ubicadas en la Hispania Ulterior formadas en gran parte por veteranos de Pompeyo, derrotadas en Ilerda se sublevaron y expulsaron a los legados de César jurando fidelidad a Cneo Pompeyo.
Usando la antigua influencia de su padre y los recursos de la provincia, los hermanos Pompeyo y Tito Labieno consiguieron reunir un nuevo ejército de trece legiones compuestas por los restos del ejército constituido en África, las dos legiones de veteranos, tropas auxiliares reclutadas entre los ciudadanos latinos de Hispania, y el alistamiento de la población local. Durante finales del 46 a C. tomaron el control de casi toda Hispania Ulterior, incluyendo las colonias de derecho latino de Itálica y de Corduba, la capital de la provincia.
Los legados de César, Quinto Fabio Máximo y Quinto Pedio, desecharon el enfrentamiento directo con el ejército conservador y acamparon a cincuenta kilómetros al este de Córdoba en Obulco, solicitando ayuda de César.
Este llegó a Hispania en diciembre, y tras su llegada levantó el sitio a la plaza fuerte de Ulipia, ciudad que le había sido leal y que estaba sitiada sin éxito por Cneo Pompeyo. Los conservadores evitaron una batalla abierta refugiándose tras las murallas de Córdoba, defendida por Sexto Pompeyo, y obligando con ello a César a pasar el invierno en Hispania. Para abastecer sus necesidades de avituallamiento y víveres, César tomó y saqueó la ciudad de Ategua, lo que incitó a muchos nativos hispanos a unirse a los conservadores y abandonar a César.
El 7 de marzo de 45 a C. tuvo lugar una escaramuza cerca de Soricaria, saliendo vencedores los cesarianos. Tras esta derrota, ante el temor de deserciones y el inicio de la primavera, Cneo Pompeyo movilizó su ejército y presentó batalla a César.

### Batalla de Munda
Los dos ejércitos se reunieron en los llanos de Munda, cerca de Montilla, en la Hispania meridional. Los conservadores se situaron en una colina fácilmente defendible. Iniciada la batalla transcurrió largo tiempo sin debatirse a favor de ningún bando, pero finalmente las tropas conservadoras interpretaron erróneamente que Tito Labieno estaba huyendo y rompieron las líneas buscando refugio en la ciudad de Munda. Tito Labieno murió en el campo de batalla.
La armada cesariana mandada por Cayo Didio hundió la mayor parte de los navíos pompeyanos en una batalla naval cercana a Cartagena, comandados por Publio Atio Varo, abortando cualquier intento de huida por mar, Cneo Pompeyo el Joven y su hermano Sexto trataron de buscar asilo en tierra refugiándose en Córdoba. César dejó a su legado Quinto Fabio Máximo al mando del sitio de Munda e inició la persecución de los hijos de Pompeyo. César tomo Córdoba donde se ocultaba Cneo Pompeyo, matando a todos los defensores como correctivo por ocultar a su enemigo. Su hermano Sexto Pompeyo consiguió escapar.
La ciudad del Munda sostuvo por algún tiempo el asedio, pero tras un fallido intento de romper el sitio se entregaron catorce mil hombres a Cayo Didio. Fue el último acto de resistencia a César.

## Consecuencias

### Legislación juliana
El calendario hasta entonces vigente en Roma era un calendario solar con 365 días, sin incluir un día más cada cuatro años. Al no tener en cuenta los años bisiestos, con el curso de los siglos se había producido un desfase entre el calendario y las estaciones. Durante su estancia en Egipto, César mando elaborar al astrónomo egipcio Sosígenes un nuevo calendario basado en el sistema solar, de 365 días e intercalando un año bisiesto cada cuatro años. Este calendario, llamado juliano, fue utilizado en occidente hasta la creación del calendario gregoriano en 1582 que anulaba tres años bisiestos cada cuatrocientos años. En las naciones ortodoxas de Europa del este fue utilizado hasta principios del siglo XX. Además, tras la muerte de César el mes de su nacimiento pasó a denominarse julio.
Tras su victoria final en Hispania, y antes de volver a Roma, César recorrió las provincias occidentales dotando a muchas ciudades de la ciudadanía romana, entre ellas más de veinte ciudades hispanas; también dotó de la ciudadanía romana a toda la Galia Cisalpina (el norte de Italia, que fue definitivamente anexado al territorio de la Italia propiamente dicha). Estos hechos estremecieron a la aristocracia romana.

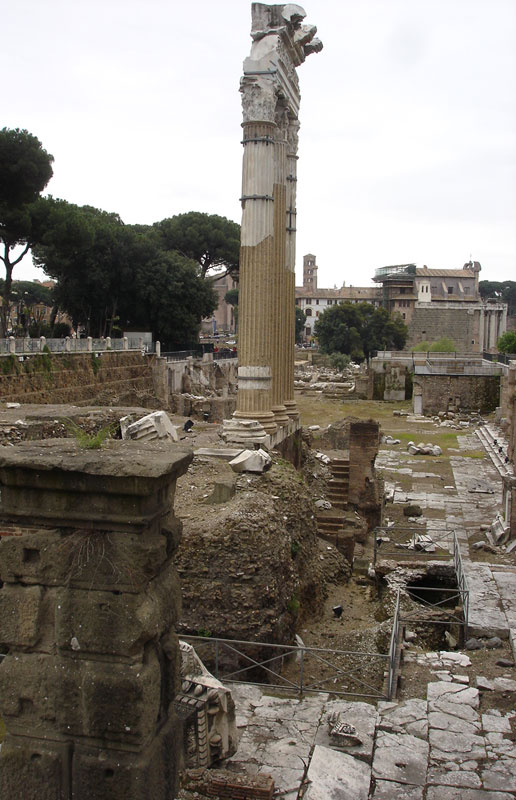
Restos del Foro de César (Roma).

A su regreso a Roma aumentó el número de senadores de trescientos a novecientos, en una clara intención de restar poder a la clase tradicional del Senado, los optimates. Entre los nuevos senadores también había ciudadanos de provincias, entre ellos los hispanos Titio, Lucio Decidio Saxa o Balbo el Joven, e incluso libertos como Ventidio o Baso. Reformó las magistraturas aumentando el número de magistrados, pasando de cuatro ediles a seis, de ocho pretores a dieciséis, y de veinte cuestores a cuarenta.
Inició nuevos planes de asentamiento de ciudadanos y creación de colonias en las nuevas provincias, con nuevos asentamientos de veteranos y de más de cien mil familias dependientes del subsidio de grano. Repartió las tierras públicas entre los más pobres, dejando de ser una carga para la República e iniciando el proceso de romanización de Occidente. La República sufrió una liberalización económica reduciéndose los impuestos, y anulando las tasas arancelarias. Dictó nuevas leyes, como la lex coloniae Ivliae Genetivae, que dotaba a todas las nuevas colonias de una legislación similar a la de Roma, con cámaras representativas, y la lex Iulia repentundis, que separaba los poderes militares de los gobernadores de provincias.
César creó un ambicioso proyecto de urbanismo público, iniciando carreteras, acueductos, puertos, y nuevas ciudades, levantadas para acoger a los nuevos colonos. En Roma se mandó construir el Foro de César y planeó construir una biblioteca, un nuevo teatro esculpido en la roca del Capitolio, la erección del templo más grande del mundo en el Campo de Marte e incluso había decidido desviar el curso del sinuoso Tíber, un obstáculo para sus planes de urbanismo.

### Asesinato de César

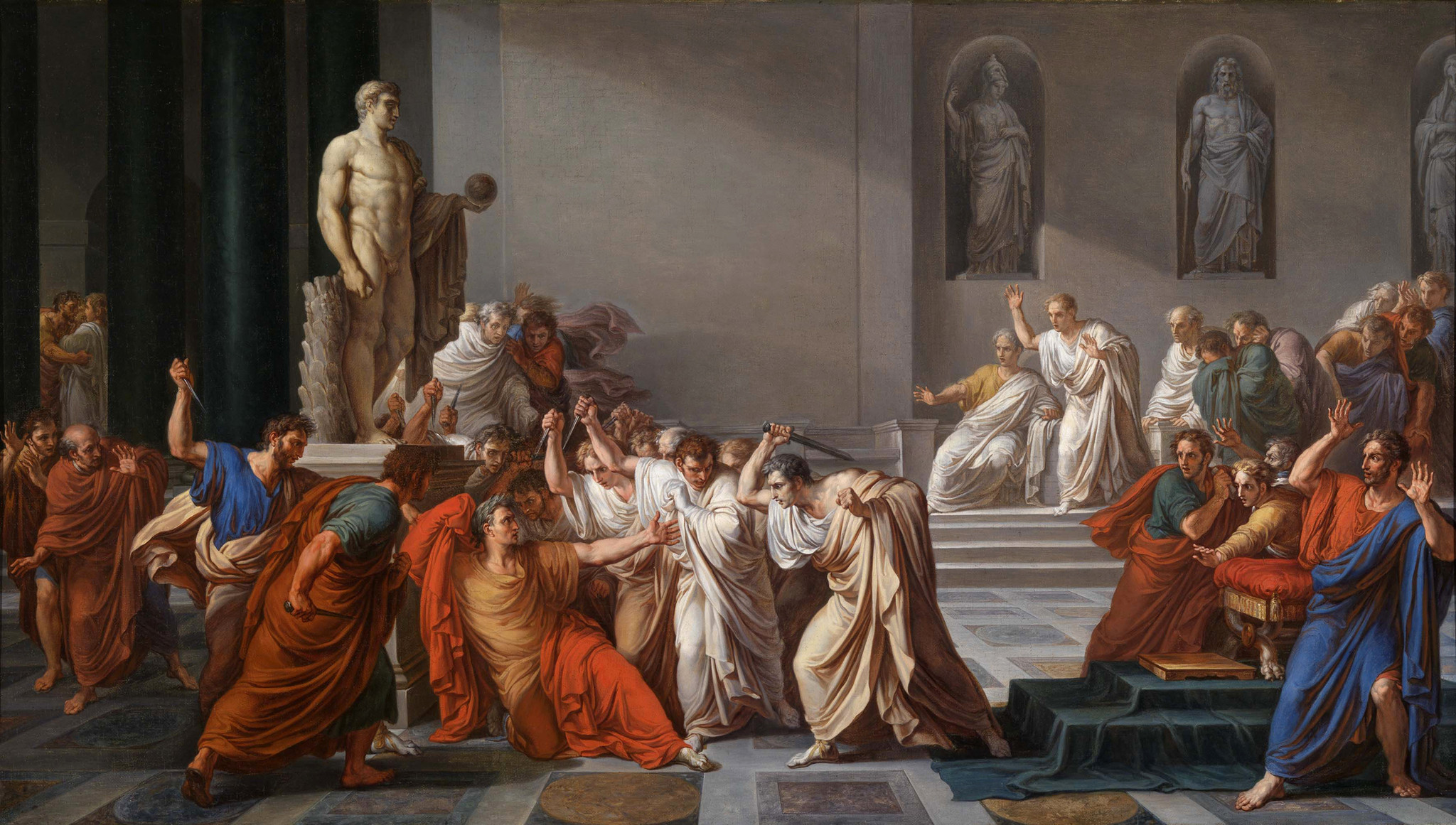
Muerte de Julio César, obra de Vincenzo Camuccini, 1798.

Después de su victoria, César inició una serie de gestos antirrepublicanos. Solía caminar con una toga púrpura al igual que los legendarios reyes de Roma, se hizo construir un trono de oro en el senado, criticó que se retirase una corona de una de sus estatuas y, durante una celebración en el foro, Marco Antonio le ofreció una corona que César rechazó ante los abucheos de la gente. Las provincias estaban acostumbradas a los reyes, pero Roma no. Todos estos acontecimientos agrandaron la desconfianza sobre sus intenciones, y muchos creían que pretendía acabar con la República y proclamarse rey. César fue asesinado por una conspiración de senadores que alegaban actuar en defensa de la República.

¿Tú también, hijo mío?.
Cayo Julio César.

César dejó su herencia política a su sobrino nieto Octaviano, que junto con Marco Antonio y Lépido luchó contra los asesinos de César en la tercera guerra civil. Ellos tres formarían posteriormente el Segundo Triunvirato, hasta su disolución y el inicio de la cuarta guerra civil, y el ascenso de Octaviano, que por acumulación de cargos y magistraturas, se convertiría en el princeps; el primer emperador de los romanos.

### Repercusión histórica
La victoria cesariana convirtió a la República en una abstracción, iniciando la transición hacia el régimen imperial que eliminaría el poder del Senado y las votaciones para elegir a los magistrados. Exceptuando pequeñas excepciones como la Serenísima República de Venecia, hasta la revolución americana el mundo no conocería otra nación autogobernada por ciudadanos.
Roma siempre ha sido interpretada y reinterpretada desde las perspectivas de las diversas convulsiones que ha sufrido el mundo, pero la segunda guerra civil, y el cruce del Rubicón tienen una especial importancia para la civilización occidental. Las constituciones inglesa, francesa y norteamericana se inspiraron conscientemente en el ejemplo de la República romana.

En lo que respecta a la rebelión contra la monarquía; una de las causas más comunes es el haber leído libros sobre política e historia de los antiguos griegos y romanos.
Thomas Hobbes

Sin embargo, no todos los ejemplos seguidos y las lecciones aprendidas de la República dieron lugar a estados libres. Napoleón pasó de ser cónsul a emperador y durante todo el siglo XIX el adjetivo con el que se identificaba a los regímenes bonapartistas era «cesaristas». El fascismo también se inspiró en la época de la segunda guerra civil. En 1922, Benito Mussolini propagó deliberadamente el mito de su marcha heroica contra Roma, similar a la de César. Y no fue el único: 

La marcha de César sobre Roma fue uno de los puntos de inflexión de la historia.
Adolf Hitler

## Fuerzas militares
La fuerza principal de los dos ejércitos enfrentados era la infantería pesada; las legiones tardo-republicanas inusualmente fueron reclutadas en gran parte por los dos bandos entre hombres sin ciudadanía romana. Cada facción llegó a contar con más de una docena de legiones en el transcurso de la guerra, compuesta cada una por cerca de 3500 hombres.
Los auxiliares utilizados fueron más numerosos y más exóticos en los ejércitos pompeyanos, destacando en ellos la utilización de elefantes de guerra, caballería pesada romana, capadocia y póntica, caballería ligera tracia, gala, armenia y númida, junto con contingentes de auxiliares de infantería ligera, entre ellos arqueros, vélites, honderos, jabalineros, o lanceros procedentes de Macedonia, Beocia, África, Siria, Hispania y Tracia.

## Cronología
- 52 a C.
  - Enero
    - 18 Asesinato de Publio Clodio Pulcro.

  - Febrero 
    - 25 Pompeyo es elegido cónsul único de Roma.

  - septiembre 
    - Julio César derrota a Vercingétorix, en la batalla de Alesia.
- 49 a C.
  - Enero
    - 1 El senado romano recibe la oferta de Julio César de dejar sus mando simultáneamente con Pompeyo. El senado impone una fecha para la cual César debía entregar su mando.
    - 10 Julio César cruza con su ejército el río Rubicón, iniciando la guerra civil.

  - febrero 
    - 13 Sitió de Confirnio.
    - 19 Rendicición de Confirnio.
    - 20 La mitad del ejército pompeyano se hace a la mar con destino a Epiro, César cerca el resto en Brindisi.
    - Pompeyo logra hacerse a la mar.

  - marzo
    - 29 César entra en Roma.
    - Sitio de Marsella.

  - Junio 
    - César llega a Hispania.

  - Julio
    - 30 César rodeó el ejército de Afranius y de Petreius en Ilerda.

  - Agosto
    - 2 Los pompeyanos se rinden finalmente en Ilerda.
    - 24 El general cesariano Cayo Escribonio Curión, es derrotado en África del norte por el pompeyano Publio Atio Varo y el rey Juba I de Numidia.

  - Septiembre 
    - El cesariano Decimus Brutus, derrota las fuerzas navales combinadas de pompeyanas de Marsella naval, mientras las fuerzas navales cesarianas en el Adriático fueron derrotadas cerca Curicta.
    - 6 Marsella se rinde al regreso de César de Hispania.

  - Octubre
    - César es designado como dictador, ejerce el cargo durante 11 días.
- 48 a C.
  - Enero 
    - 4 César desembarca cerca de Dirraquium.

  - Julio 
    - 10 Batalla de Dirraquium.

  - Agosto
    - 9 Batalla de Farsalia. 
      -  Pompeyo huye a Egipto.
      - Asesinato de Pompeyo.

    - Julio César es nombrado cónsul por un período de cinco años.

  - Septiembre 
    - 28 César llega a Alejandría.
    - Romance entre César y Cleopatra.

  - Lucha en Alejandría, Egipto.
- 47 a C.
  - Los conservadores retoman la resistencia en África.
  - Mayo
    - César derrota a Farnaces II del Ponto, rey del Bosporus, en la batalla de Zela.

  - Octubre
    - 28 César desembarca en África.
- 46 a C.
  - Febrero 
    - 6 Batalla de Tapso.
    - Muerte de Catón.
    - Muerte de Metelo Escipión.

  - Numidia es anexionada a la República.
  - César es nombrado dictador por 10 años.
  - Cneo Pompeyo el Joven y Tito Labieno, organizan la resistencia a César en Hispania.
- 45 a C.
  - Enero 
    - 1 El calendario Juliano entra en vigor.

  - Marzo
    - 7 Escaramuza en Solicaria.
    - 17 Batalla de Munda. 
      - Muerte de Tito Labieno.

    - Muerte de Cneo Pompeyo.
- 44 a C.
  - Julio César es nombrado dictator vitalicio.
  - Marzo
    - 15 Julio César es asesinado en los Idus de Marzo.

### Obras modernas
- FULLER, J. E. C. (1963). Batallas decisivas del mundo occidental y su influencia en la historia. Barcelona, Luis de Caralt.
- GUGLIELMO, Ferrero (1952). Grandeza y decadencia de Roma. Córdoba, Ediciones Siglo Veinte.
- HOLLAND, Tom. Rubicón. Auge y caída de la República Romana.
- KINDER y HILGMAN (1972). Atlas histórico mundial. Madrid. Ediciones Istmo.